# Orfelia nigricornis
Orfelia nigricornis är en tvåvingeart som först beskrevs av Fabricius 1805.  Orfelia nigricornis ingår i släktet Orfelia och familjen platthornsmyggor. Arten är reproducerande i Sverige. Inga underarter finns listade i Catalogue of Life.